# Petar Smederevac
Petar Smederevac (ur. 26 sierpnia 1922, zm. 1994) – jugosłowiański szachista.

## Kariera szachowa
W 1959 r. podzielił IV-VII miejsce w finale indywidualnych mistrzostw Jugosławii. W 1965 r. został mistrzem międzynarodowym. Uczestniczył w turniejach międzynarodowych, sukcesy odnosząc m.in. w Beverwijk (1964, IV-V m., 1966, V m.) oraz Amsterdamie (1968, turniej IBM-B, IV m.). Dwukrotnie (1966, 1970) wystąpił w turniejach pamięci Akiby Rubinsteina w Polanicy Zdroju.
Według retrospektywnego systemu Chessmetrics, w lutym 1960 r. zajmował 76. miejsce na świecie z wynikiem 2576 punktów.